# Lycia variegata
Lycia variegata là một loài bướm đêm trong họ Geometridae.